# Keeth Smart
Keeth T. Smart (Brooklyn, 29 luglio 1978) è uno schermidore statunitense, vincitore di una medaglia d'argento nella scherma ai giochi olimpici.
È il fratello di Erinn Smart.

## Palmarès
In carriera ha conseguito i seguenti risultati:
- Giochi Olimpici:

Pechino 2008: argento nella sciabola a squadre.
- Giochi Panamericani:

Winnipeg 1999: bronzo nella sciabola a squadre.
- Campionati Panamericani:

2007: oro nella sciabola individuale.